# 伊戈爾·安德烈耶夫
伊戈爾·安德烈耶夫（俄語：Игорь Валерьевич Андреев，1983年7月14日—），俄羅斯職業網球選手。出生於莫斯科。安德烈耶夫是一位紅土型選手，在土場上常有優秀表現。他在大滿貫賽事中的最好成績是在2007年打入法網的八強。迄今為止，他已經獲得了3個ATP巡迴賽冠軍。
他在2002年開始進入網球壇，兩年後（2004年）才開始成名。
由於他在15歲（1998年）時開始往西班牙受訓及生活了一段日子，因此他平時說話時帶有這種口音。

## 外部連結
- 官方网站
- 伊戈爾·安德烈耶夫（英文/西班牙文）的官方資料
- 伊戈爾·安德烈耶夫的國際網球總會 職業／青少年 官方資料（英文）
- 伊戈爾·安德烈耶夫的官方資料（英文）